# Гаскей, Фрэнсис Эйден
Фрэнсис Эйден Гаскей (англ. Francis Aidan Gasquet; 5 октября 1846, Сомерс-таун, Соединённое королевство Великобритании и Ирландии — 5 апреля 1929, Рим, королевство Италия) — бенедиктинец, английский куриальный кардинал и ватиканский сановник. Аббат-председатель Английской бенедиктинской конфедерации с 26 сентября 1900 по 25 мая 1914. Префект Ватиканского секретного архива с 28 ноября 1917 по 11 ноября 1920. Библиотекарь Святой Римской Церкви с 9 мая 1919 по 5 апреля 1929. Архивариус Святой Римской Церкви с 11 ноября 1920 по 5 апреля 1929.  Кардинал-дьякон с 25 мая 1914, с титулярной диаконией Сан-Джорджо-ин-Велабро с 28 мая 1914 по 6 декабря 1915. Кардинал-дьякон с титулярной диаконией Санта-Мария-ин-Портика-Кампителли с 6 декабря 1915 по 18 декабря 1924. Кардинал-священник с титулом церкви pro illa vice Санта-Мария-ин-Портика-Кампителли с 18 декабря 1924.